# Парк имени Октября (Ростов-на-Дону)
Парк имени Октября — парк культуры и отдыха, который расположен в Октябрьском районе города Ростова-на-Дону в России.

## История
Парк имени Октября был основан в 1971 году на площади 7,2 гектар на берегу реки Темерник. На территории парка есть беговые дорожки, уличные тренажеры, площадки для игры в настольный теннис, а также площадка, которая была создана для занятий разными видами спорта, в том числе баскетболом, волейболом или футболом.
В 2013 году должен был быть решен вопрос насчет аварийного состояния двух ниток канализационной линии, которые расположены в центральной части парка. Они были причиной появления неприятных запахов и санитарного загрязнения территории. Летом того же года должна была проводиться работа по перекладке сетей. Ступени у центрального входа в парк, со стороны улицы 56-й армии, были реконструированы. В весенний период на территории парка имени Октября было высажено около 40 деревьев, среди них такие виды, как рябина, сирень, ель, ясень.
Парк имени Октября является площадкой, на которой проводятся культурно-массовые мероприятия, отмечается День Флага, День России, День Победы, День защиты детей и многие другие праздники. В зимнее время года в парке проводятся новогодние детские праздники.